# Texas Children's Hospital

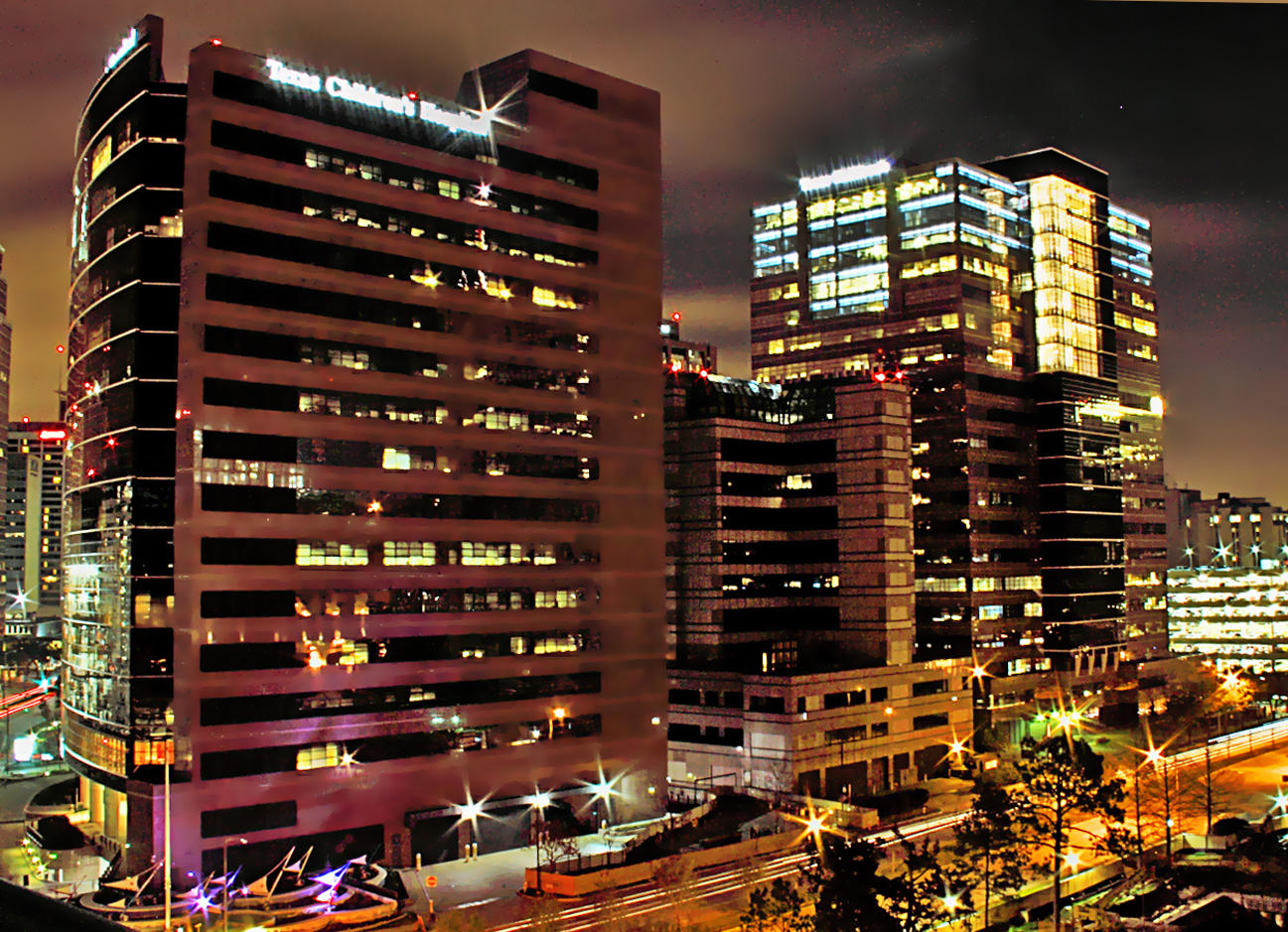
Texas Children's Hospital

Texas Children's Hospital ("Hospital para niños de Texas") es un hospital para niños en el Texas Medical Center, Houston, Texas, Estados Unidos. Texas Children's tiene 456 camas y está afiliada con Baylor College of Medicine (EN). Texas Children's es uno de los más grandes hospitales pediátricos de los Estados Unidos.